# Septembre noir (organisation)
Pour les articles homonymes, voir Septembre noir.
Septembre noir (arabe : أيلول الأسود) est le nom d'un groupe terroriste palestinien fondé en 1970, et spécialisé dans le terrorisme international. Le groupe s’est fait connaître mondialement avec la prise d'otage d'athlètes israéliens les 5 et 6 septembre 1972, à Munich, pendant les Jeux olympiques. 
Son acte fondateur est l’assassinat du premier ministre jordanien Wasfi Tall en novembre 1971. Il s'est donné ce nom à la suite des événements sanglants de septembre 1970 en Jordanie, appelés « Septembre noir ». 
Septembre noir sera responsable d’un peu moins de quarante attentats terroristes dans le monde. En 1973, l’organisation sera dissociée sous la pression des États arabes.
Les membres fedayin du groupe Septembre noir venaient en grande partie du Fatah. Le groupe a été créé après l'expulsion de Jordanie des structures organisées des Palestiniens, après de sanglants combats en 1970.
En 2021, l'organisation est toujours placée sur la liste officielle des organisations terroristes de l'Union européenne.

## Actions terroristes
Le groupe assassine au Caire, en novembre 1971, le Premier ministre jordanien Wasfi Tall qui représentait la ligne dure du gouvernement jordanien vis-à-vis des Palestiniens : c'est lui qui avait ordonné l'écrasement des organisations palestiniennes présentes en Jordanie, qui appelaient au renversement de la monarchie hachémite.
En 1972, il détourne un avion de la compagnie belge SABENA sur l'aéroport Ben Gourion ; les passagers sont libérés par un commando de l'armée israélienne, dont deux membres deviendront Premier ministres de l'État hébreu, Ehud Barak et Benyamin Netanyahou.
En 1973, il réalise l'attaque de l'ambassade saoudienne à Khartoum, qui fera trois morts.
Le groupe pénètre dans le village olympique à Munich en septembre 1972 et prend en otage onze athlètes israéliens. Il réclame la libération de 234 prisonniers palestiniens qui sont emprisonnés en Israël. La prise d'otages aboutit au massacre des onze athlètes israéliens, et se termine par la mort de cinq des huit terroristes palestiniens et d'un policier allemand.
En représailles, Israël engage une traque (menée par le Mossad) des membres survivants ainsi que des raids contre les camps de réfugiés et les villages situés à la frontière avec le Liban. C'est l'opération Colère de Dieu qui se soldera par l'assassinat de l'ensemble des Palestiniens de Septembre noir responsables de la prise d'otages sanglante des Jeux olympiques de Munich.

## Traqués par le Kidon
La Première ministre israélienne Golda Meir décide d'organiser une riposte, qu'elle confie aux différents services secrets israéliens, dont le Mossad. Cette opération est connue sous le nom d'« Opération Baïonnette » ou « Colère de Dieu ». Une liste de personnalités à abattre est alors établie. C'est la « liste noire » de Golda Meir, ou « liste Golda ». Le système de listage des ennemis d'Israël restera après l'opération, avec la création de l'unité Kidon, chargée des assassinats ciblés, au sein du Mossad.
Le Mossad chercha à répandre la panique dans l'organisation, en faisant publier dans les journaux arabes locaux la nécrologie de chaque personne visée et en envoyant des fleurs et des messages de condoléances à la famille, avant chaque exécution[source insuffisante].
Environ 35 Palestiniens sont visés, parmi eux :
- Abdel Wael Zwaiter, représentant de l’OLP à Rome, tué dans le hall de  son immeuble, par onze balles[7] tirées à bout portant en attendant l’ascenseur, le 16 octobre 1972 ;
- Mahmoud Hamchari, tué par une bombe dissimulée sous une table de son appartement à Paris, en dessous du téléphone. La bombe activée à distance lui causa de sérieuses blessures auxquelles il succomba un mois plus tard le 9 janvier 1973[8].
- Hussein al Bachir, pulvérisé dans l’explosion de sa chambre, alors qu'il dormait, à l’Olympic hotel à Nicosie, le 24 janvier 1973 ;
- Abou Youssouf, tué à Beyrouth le 10 avril 1973 ;
- Mohamed Boudia, Algérien tué dans une voiture piégée à Paris le 28 juin 1973 ;
- Ali Hassan Salameh dit Abou Hassan, appelé « le Prince Rouge » par le Mossad, tué par l'explosion de sa voiture Chevrolet piégée à Beyrouth, le 22 janvier 1979.

Dans le cadre de cette opération, le Mossad assassine le 21 juillet 1973 à Lillehammer, un serveur nommé Ahmed Bouchiki qui n'avait cependant aucun lien avec l'organisation. Sa grande ressemblance avec un membre (Ali Hassan Salameh) de Septembre noir recherché alors par le Mossad expliquerait la raison de cette fatale méprise.

## Films
- En 2005, Steven Spielberg réalise le film Munich en s'inspirant de ces opérations de vengeance. Le film a été critiqué en Israël pour son inexactitude[réf. souhaitée].
- Opération Septembre Noir, film israélien avec Esther Katz  et réalisé par Jack Morrison en 1977.
- 5 septembre (2024) de Tim Fehlbaum, film co-produit par l'Allemagne et les États-Unis racontant les événements du 5 septembre 1972 vu depuis la salle de rédaction de la chaîne de télévision ABC Sports.